# La Paz (municipalité de Basse-Californie du Sud)
La Paz est une municipalité mexicaine de l'État de Basse-Californie du Sud dont le siège est la ville de La Paz.

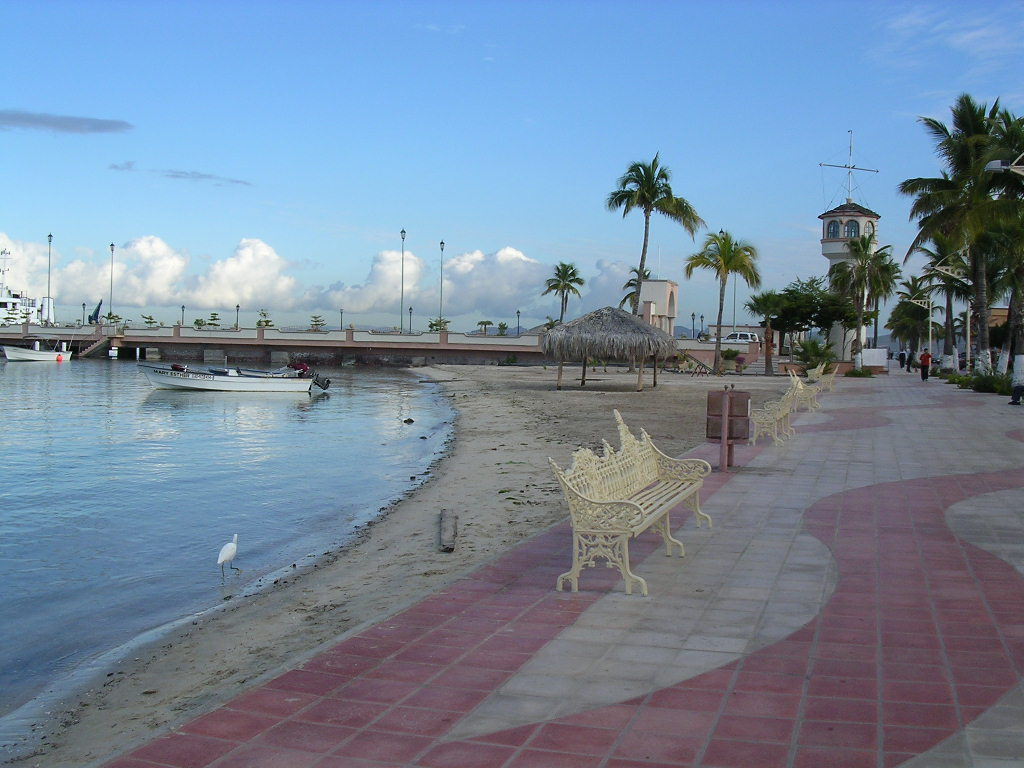
Promenade de La Paz

## Géographie

### Situation
La municipalité s'étend sur 20 274 km2 dans la partie méridionale de l'État de Basse-Californie du Sud dont elle représente 27,5 % de la superficie totale. Elle est bordée par l'océan Pacifique à l'ouest et par le golfe de Californie à l'est et est limitrophe des municipalités de Comondú au nord-ouest et de Los Cabos au sud-est. Elle comprend également les îles Espíritu Santo, Jacques Cousteau, La Partida et San José dans le golfe de Californie, ainsi que la partie sud de l'île Santa Margarita sur le Pacifique.

## Politique et administration
La municipalité est dirigée par un maire (« président municipal ») et un conseil, élus pour trois ans.
| Période | Période  | Identité                     | Étiquette | Qualité |
| ------- | -------- | ---------------------------- | --------- | ------- |
| 2015    | 2018     | Armando Martínez Vega        | PAN       |         |
| 2018    | 2021     | Ruben Gregorio Muñoz Álvarez | Morena    |         |
| 2021    | en cours | Milena Paola Quiroga Romero  | Morena    |         |